# ハジロカイツブリ
ハジロカイツブリ（羽白鳰、学名：Podiceps nigricollis）は、カイツブリ目カイツブリ科カンムリカイツブリ属に分類される鳥類の一種。

## 分布

繁殖地
越冬地
周年生息地

ヨーロッパ、アフリカ東部と南部、東アジア、北アメリカ中部、南アメリカ北東部で分散して繁殖する。非繁殖期は海上や温暖な地域へ移るものもある。日本では冬鳥で、北海道から九州まで各地の海や湖沼に中国東北部やウスリー川周辺などで繁殖したものが渡来する。

## 形態
全長は30cmほど (28-34 cm) で、カイツブリより少し大きくハトくらいの大きさ。翼開長は約57cm (56-60 cm) 、体重265-450 g。目が赤く、くちばしがわずかに上に反っている。冬羽はのどから腹にかけて白く、他が黒い。夏羽では頭部と背中が黒、わき腹が褐色、腹が白となり、後頭部にイワトビペンギンのような鈍い金色の飾り羽があらわれる。雌雄同色。
水に浮いている間は黒っぽいが、飛びたつと羽の内側に白い部分が見え、これが名前の由来になっている。ミミカイツブリとよく似ているが、くちばしが反っていること、顔の黒白の境界がぼんやりしている、頸の前面が茶色いことから区別する。

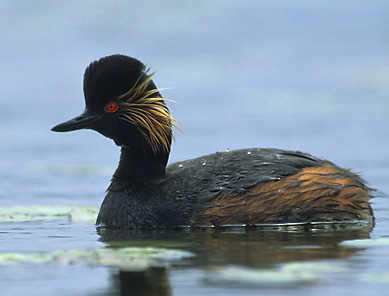
繁殖羽（夏羽）
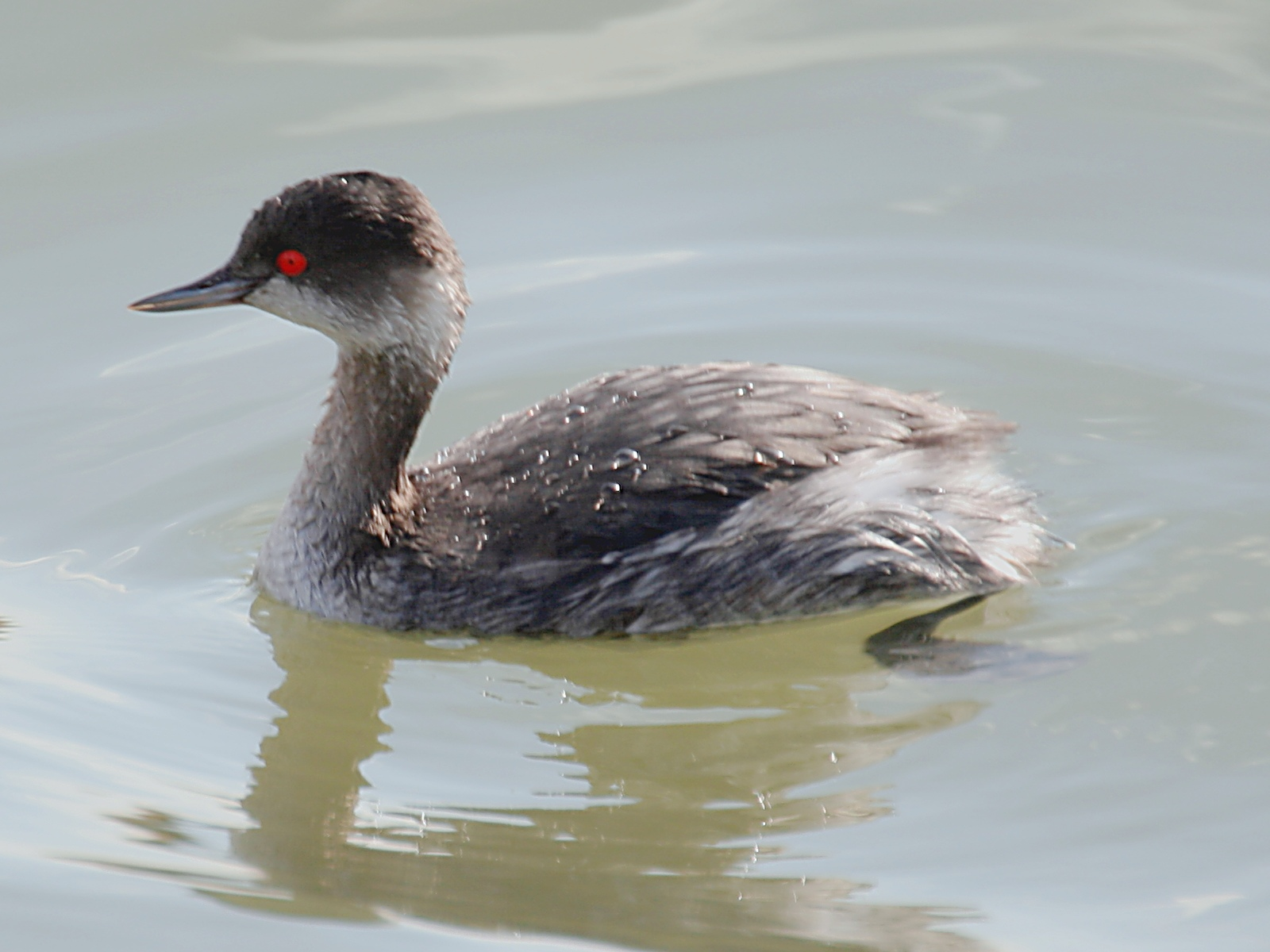
冬羽
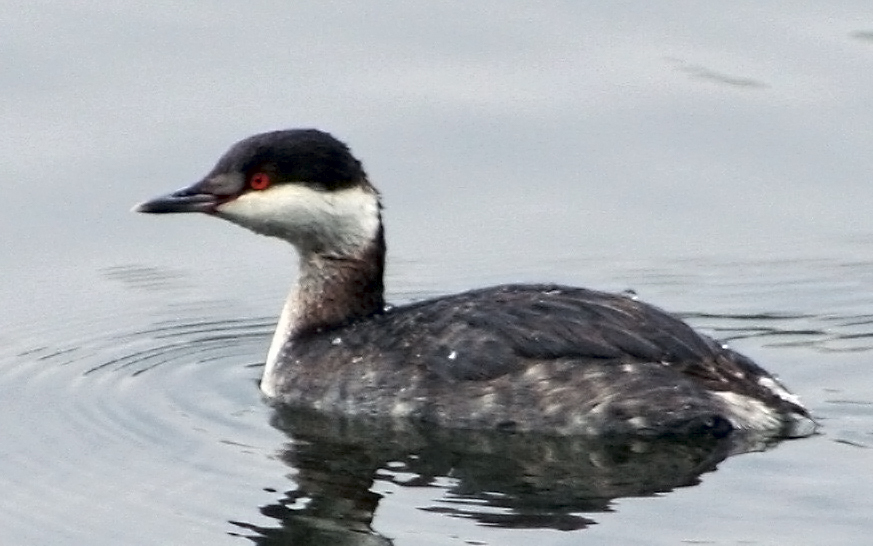
近縁種のミミカイツブリ（冬羽）

## 生態
海岸、港湾、河口、河川の下流域、湖沼、池に生息する。他のカイツブリと同じように、水にもぐって小型の魚や貝、水生昆虫、甲殻類を捕食する。繁殖期には湖や池の水草が多い区域に浮き巣を作り、通常4卵を産む。卵は緑白色だが汚れて赤褐色になる。抱卵日数は20-21日。春の渡りの前には100羽以上の群れを作ることもある。「ピー」、「プィッ」と鳴く。

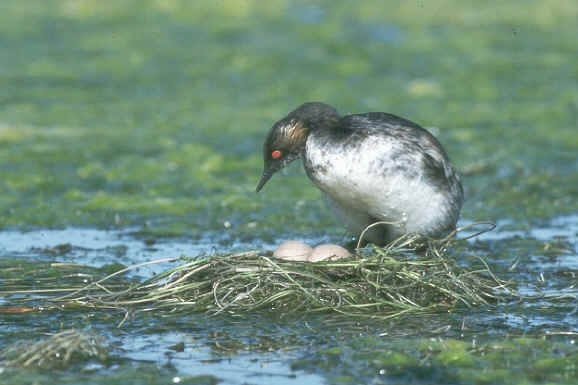
浮き巣と卵
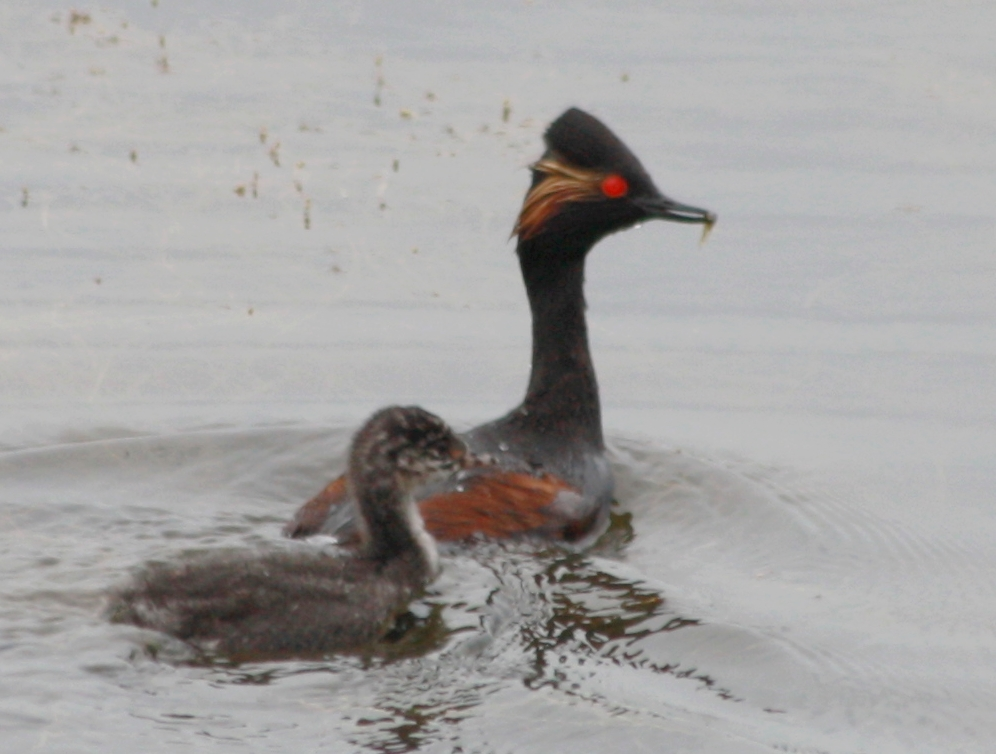
雛と成鳥（夏羽）

## 亜種
3亜種に分類されている。
- P. nigricollis nigricollis (Brehm, 1831) 基亜種ハジロカイツブリ - ユーラシア地方に生息する。
- P. nigricollis californicus (Heermann, 1854) - カナダからメキシコ、冬季はグアテマラまでに生息する。
- P. nigricollis gurneyi (Roberts, 1919) - アフリカのサハラ砂漠以南に生息する。

## 種の保全状況評価
国際自然保護連合（IUCN）により、2004年からレッドリストの軽度懸念（LC）の指定を受けている。
日本では以下の都道府県でレッドリストの指定を受けている。
- 準絶滅危惧 - 秋田県、山形県、埼玉県[14]